# 戊酸乙酯
戊酸乙酯又称正戊酸乙酯，是一种用于调味剂的有机化合物，化学式为C7H14O2。它是无色液体，在水中溶解性差，可以和一些有机溶剂混溶。
它和大多数挥发性酯一样，它具有令人愉快的香气和味道。它被用作食品添加剂，来增添水果风味（尤其是苹果）。
戊酸乙酯可由戊酸和乙醇在酸的催化下回流制备。